# Wahlitz
Wahlitz ist ein Ortsteil der gleichnamigen Ortschaft der Stadt Gommern im Landkreis Jerichower Land in Sachsen-Anhalt.

## Geographie
Wahlitz liegt  nordwestlich von Gommern entfernt. Nach Südosten hin erstreckt sich ein weites Waldgebiet, das über Gommern hinaus bis zum Elbknie bei Dornburg reicht. Gommern ist die 5 km entfernte Kleinstadt im Landkreis JL.
Durch den Ort verlaufen die Bundesstraße 184 und die Bahnstrecke Biederitz–Trebnitz, an letzterer besitzt Wahlitz einen Haltepunkt.

## Geschichte
Im 2. und 3. Jahrhundert befand sich nördlich des heutigen Ortes eine größere Siedlung, in der mit Wiesenkalk Raseneisenerz verhüttet wurde. Später verlagerte sich die nun von Slawen bewohnte Ortschaft weiter nach Südosten und wurde 1025 erstmals im Zusammenhang mit der Inbesitznahme durch das Magdeburger Marienstift mit dem Namen Walize erwähnt. Spätere Ortsbezeichnungen sind Willitz (1275), Waltz oder Walcze (1367). Von 1479 bis 1523 war das Kloster Unser Lieben Frauen in Magdeburg Eigentümer, danach ging Wahlitz an das Lorenzkloster, das den Ort verschiedenen Adelsfamilien als Lehen überließ, die ihrerseits Wahlitz dem Rittergut Königsborn eingliederten.
Positiv für die Entwicklung des Dorfes wirkte sich die Lage an der alten Handels- und Heerstraße Magdeburg-Brandenburg aus. Einen Teil dieses Weges bildete der 1479 erstmals erwähnte so genannte Klusdamm, eine etwa acht Kilometer lange hochwassersichere Trasse, die von Magdeburg aus die Elbniederung mit zahlreichen Brücken überquerte und südlich von Wahlitz endete. Dort führte eine Brücke über die Ehle, die heute als Klusbrücke noch vorhanden ist. An dieser Brücke unterhielt das Bistum Magdeburg eine Grenz- und Zollstation zum benachbarten Land Gommern, das damals eine kursächsische Exklave bildete. In der benachbarten Mönchsklause soll 1524 Luther auf seinem Weg nach Magdeburg gerastet haben, seither wurde das Gebäude in der Gegend als „Lutherturm“ bezeichnet. Aus ihm wurde später ein Forsthaus, danach wurde es bis zu seiner Zerstörung im Zweiten Weltkrieg als Ausflugsgaststätte genutzt.
1782 entstand bei Wahlitz ein Vorwerk, dessen Besitzer die Familie von Gossler war. Daraus entwickelte sich zum Ende des 19. Jahrhunderts ein eigenständiges Gut mit 300 Morgen Acker und 30 Morgen Wiese. Den im Dorf ansässigen Bauern gehörten insgesamt 568 Morgen Land, die Einwohnerzahl bewegte sich zu dieser Zeit um etwa 200.
Bereits seit dem Ende des Dreißigjährigen Krieges lag Wahlitz im Herrschaftsbereich von Brandenburg-Preußen. Im Verlaufe der administrativen Entwicklung gehörte der Ort zunächst zum Distrikt Jerichow I, aus dem nach der Preußischen Neugliederung von 1815 der gleichnamige Kreis mit der Kreisstadt Burg wurde. Obwohl Wahlitz durch den Bau der Chaussee Magdeburg – Zerbst und die 1874 eröffnete, parallel verlaufende Bahnlinie in eine verkehrsgünstige Lage kam, siedelte sich hier keine Industrie an. Der Ort blieb weiterhin landwirtschaftlich geprägt und zählte 1900 lediglich 386 Einwohner. 1912 wurde der um die Kirche liegende Friedhof geschlossen und durch die Kirchengemeinde im Wald ein neuer Bestattungsplatz angelegt.

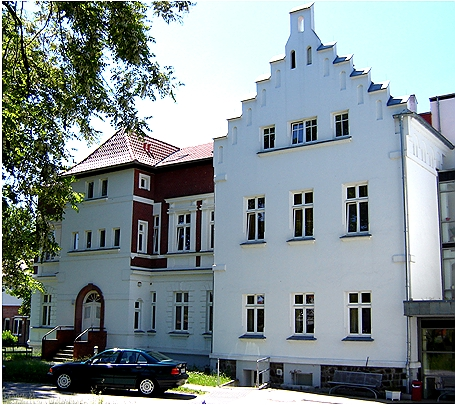
Ehem. Gutshaus

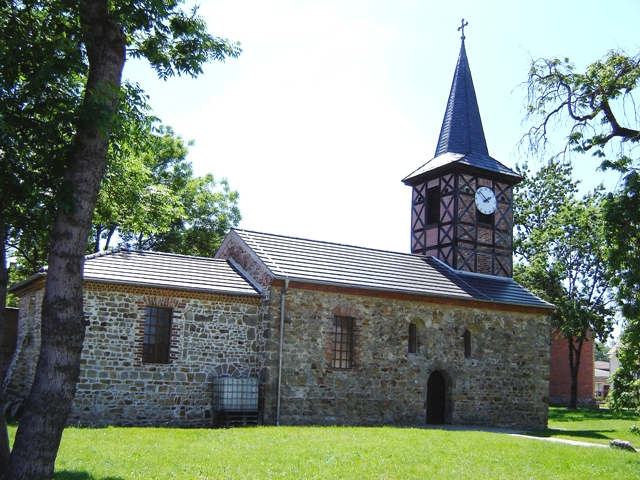
St.-Dorothea-Kirche

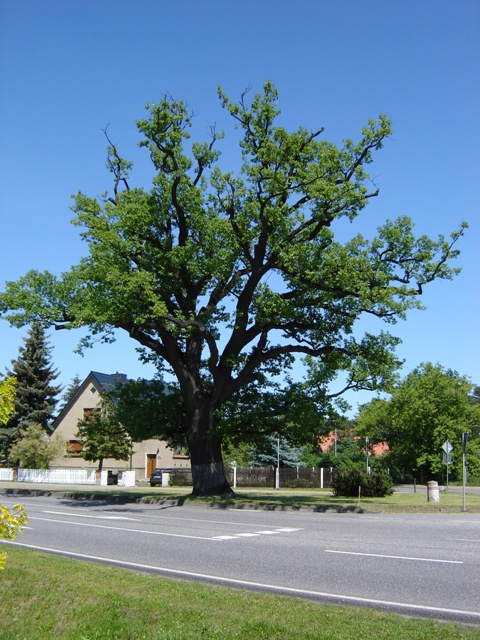
300-jährige Eiche

Am 30. September 1928 wurde der Gutsbezirk Wahlitz mit der Landgemeinde Wahlitz vereinigt.
Nach dem Ende des Zweiten Weltkrieges hatte sich die Bevölkerungszahl auf fast 600 erhöht. Durch die 1945 von der sowjetischen Besatzmacht angeordnete Bodenreform wurde das Gut Wahlitz enteignet und der Grundbesitz auf 30 Neubauern aufgeteilt. Im Gutshaus wurde ein Altersheim eingerichtet. Infolge der Gebietsreform von 1952 wurde Wahlitz in den Kreis Burg eingegliedert. Als erste im Kreis gründeten sechs Neubauern am 17. September 1952 eine LPG. 1972 trat der Ort, der zu diesem Zeitpunkt nur noch etwa 480 Einwohner hatte, dem Gemeindeverband Gommern bei.
Nach dem Ende der DDR löste sich die LPG auf, die Bewirtschaftung der landwirtschaftlichen Grundstücke übernahmen auswärtige Unternehmen. Nach einer erneuten Gebietsreform kam Wahlitz in den Landkreis Jerichower Land mit der schon bisherigen Kreisstadt Burg. Größter Arbeitgeber wurde nun das Senioren- und Pflegeheim, das weiterhin im ehemaligen Gutshaus untergebracht ist und durch Anbauten erweitert wurde. In zwei Neubaugebieten sind in den letzten Jahren mehr als 200 Ein- und Mehrfamilienhäuser entstanden und die Einwohnerzahl stieg auf 1064. Am 1. Januar 2005 wurde Wahlitz in die Stadt Gommern eingegliedert.

## Politik

### Bürgermeister
Als Ortschaft der Stadt Gommern übernimmt ein so genannter Ortschaftsrat die Wahrnehmung der speziellen Interessen des Ortes innerhalb bzw. gegenüber den Stadtgremien. Er wird aus neun Mitgliedern gebildet. Als weiteres ortsgebundenes Organ fungiert der Ortsbürgermeister, dieses Amt wird zurzeit von Rainhard Dame wahrgenommen.

### Wappen
| | Blasonierung: „Im durch einen schräglinken silbernen Wellenbalken geteilten, oben grünen, unten roten Schild eine durchgehende silberne Brücke aus Bruchsteinmauerwerk mit drei Rundbogenöffnungen, die mittlere flacher und breiter den Wellenbalken überspannend.“ |
| Wappenbegründung: Die Farben des Ortes sind Weiß (Silber) - Grün. Der Wellenbalken deutet den alten Elbverlauf an und die bruchsteinerne Klusbrücke stellt den uralten und damals einzigen Elbübergang südlich von Magdeburg dar. Die grün-roten Magdeburger Schildfarben erinnern an ein Wappen in diesen Farben, das sich lange Zeit an dem alten Brückenmauerwerk befand. Das Wappen wurde vom Heraldiker Ernst Albrecht Fiedler aus Magdeburg gestaltet und am 4. Juni 2003 durch das Regierungspräsidium Magdeburg genehmigt. | |

### Flagge
Die Flagge ist weiß - grün (1:1) gestreift (Längsform: Streifen senkrecht verlaufend, Querform: Streifen waagerecht verlaufend) und mittig mit dem Ortswappen belegt.

## Sehenswürdigkeiten
- Im Süden von Wahlitz steht die evangelische Sankt-Dorothea-Kirche, die erstmals 1275 urkundlich erwähnt wurde. Sie wurde vom Kloster Leitzkau Anfang des 12. Jahrhunderts gegründet und im romanischen Baustil aus Bruchsteinen errichtet. Erste Umbauten wurden am Ende des 15. Jahrhunderts am Chorraum vorgenommen, und im 18. Jahrhundert wurde auf den Westgiebel ein Turm in Fachwerkbauweise aufgesetzt. Der Innenraum ist mit einer flachen Decke abgeschlossen und mit einem runden Triumphbogen und zwei Emporen an den Längsseiten ausgestattet. Die Kanzel von 1677 und der achteckige spätgotische Taufstein sind die ältesten Inventarstücke.

- Am nördlichen Ortsausgang steht an der Bundesstraße eine etwa 300 Jahre alte Eiche. Sie misst eine Höhe von 23 Metern, ihr Stamm hat einen Umfang von 4,25 Metern und die Baumkrone breitet sich über 21 Meter aus.

- Etwa zwei Kilometer südwestlich des Ortes führt die so genannte Klusbrücke über den Fluss Ehle. Die Doppelbogenbrücke aus Bruchsteinen wurde im 16. Jahrhundert erbaut und ist das letzte erhaltene Brückenbauwerk des Klusdammes. An der Südseite des westlichen Brückenbogens ist eine Steintafel mit dem Magdeburger Stadtwappen und der Jahreszahl 168... angebracht, die als Hinweis auf die Unterhaltspflicht Magdeburgs zu werten ist.

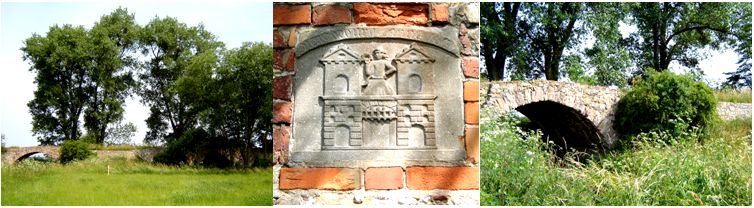
Klusbrücke